# يوم الجمهورية (أذربيجان)
يوم الجمهورية الأذربيجانية- (بالأذربيجانية:Respublika günü) بيوم إعلان أول جمهورية ديمقراطية في
الشرق، عام 1918. يحتفل الشعب الأذربيجاني يوم 28 مايو من كل عام بالعيد الوطني لجمهورية أذربيجان.

## التاريخ
تم الانقلاب الإمبراطورية القيصرية في روسيا على نتيجة ثورة فبراير، في فبراير، عام 1917. وبداءت الحراكة الوطنية للشعب التي تأسس أول دولة ديمقراطية علمانية في الشرق – جمهورية أذربيجان الديموقراطية في 28 مايو، عام 1918.

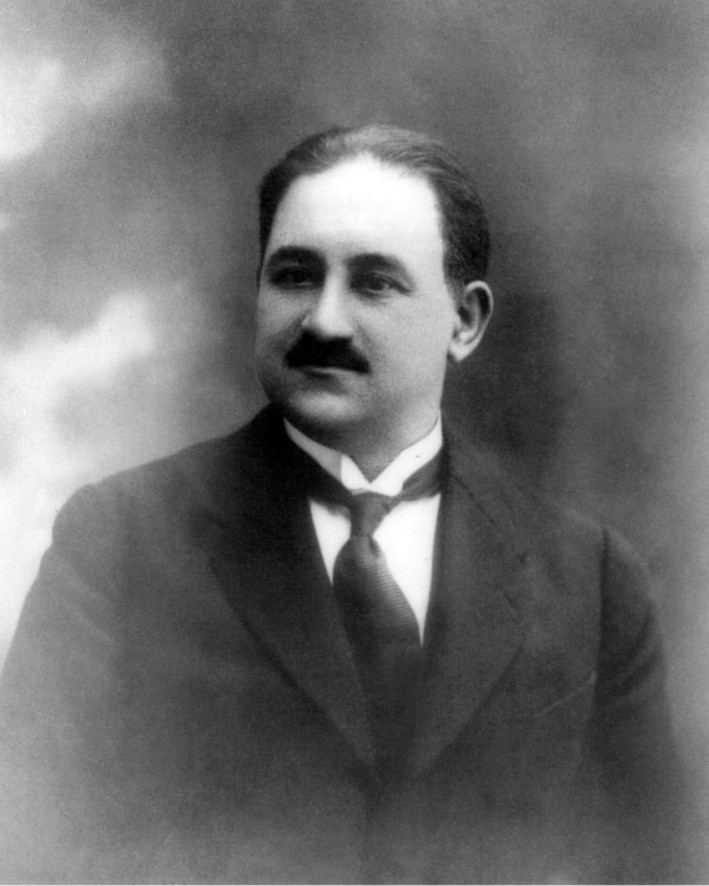
محمد امين راسولزاده

كانت هذه الجمهورية أول تجربة للدولة الأذربيجانية في الذكري التاريخي الأذربيجانيين.
و كانت جمهورية آذربيجان الديموقراطية التي تأسس من قبل محمد أمين راسولذاده، أول جمهورية برلمانية وأول دولة ديمقراطية وقانونية وعلمانية في العالم التركي والإسلامي.
جمهورية أذربيجان الديمقراطية، والتي لم تحيا أكثر من 23 شهراً فقط، وذلك خلال الفترة الواقعة بين 28 مايو عام 1918 و28 أبريل عام 1920. وبغض النظر عن سقوط الدولة، إلا أن الفكرة القومية، والتطلع إلى نظام الدولة القومى قد ظل قائمًا، والخطوات المؤسسة لإعادة قيامها ظل حيًا باقيًا.
اعترفت رسميا بجمهورية أذربيجان الديمقراطية أولا دولة عثمانية. وقع هذا الحديث التاريخي في 4 يونيو، عام 1918.
في 9 نوفيمبر، عام 1918, تقبل العلم ثلاث اللون لجمهورية أذربيجان الديمقراطية على أساس اقتراح محمد أمين راسولذاده.
كانت لون العلم لجمهورية أذربيجان الديمقراطية بللون الأحمر حتى ذلك الوقت.
تعمل جمهورية أذربيجان الديمقراطية في ظروف اجتماعية وسياسية متوترة ومعقدة، لمدة 23 شهرا فقط.
تضمن الاتحاد السوفيتي الأذربيجان إلى داخله إلزاميا.
اعلنت أذربيجان آستقلالها مرة أخرى، مع انهيار الإمبراطورية السوفياتية في عام 1991.
وتعتبر جمهورية أذربيجان في طليعة الجمهوريات السوفيتية التي استقلت عن الاتحاد السوفييتي السابق في عام 1991، والتي استطاعت خلال فترة وجيزة في تحقيق الكثير من الانجازات وذلك على النحو التالى:
أولاً: تكوين نظام ديمقراطي قائم على التعددية السياسية.
ثانياً: تطبيق مبادئ اقتصاد السوق الحر على نظامها الاقتصادي.
ثالثا: تأسيس دستور البلاد على مبدأ الحرية والمساواة والديمقراطية حيث تم وضع القوانين التي تضمن حرية الفرد وتصون وحدة البلاد واستقرارها وتم إقرار هذا الدستور وذلك عن طريق إجراء استفتاء عام.
رابعا: إجراء انتخابات برلمانية ديمقراطية، علما بانه يوجد في أذربيجان أكثر من 30 حزبا سياسيا.

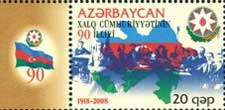
مارك عملة مصنعة بمناسبة 90 اليوبيل لأذربيجان

## قانون عن يوم الآستقلال
وبعد انهيار اتحاد الجمهوريات الاشتراكية السوفياتية في ديسمبر، عام 1991، أعلنت أذربيجان نفسها خلفا لجمهورية الشعب واستعاد استقلالها البلد.
يحتفل بيوم الجمهورية – استعادة لآستقلال البلد عيد الوطني بوصفه رسميا منذ عام 1990.